# Halur

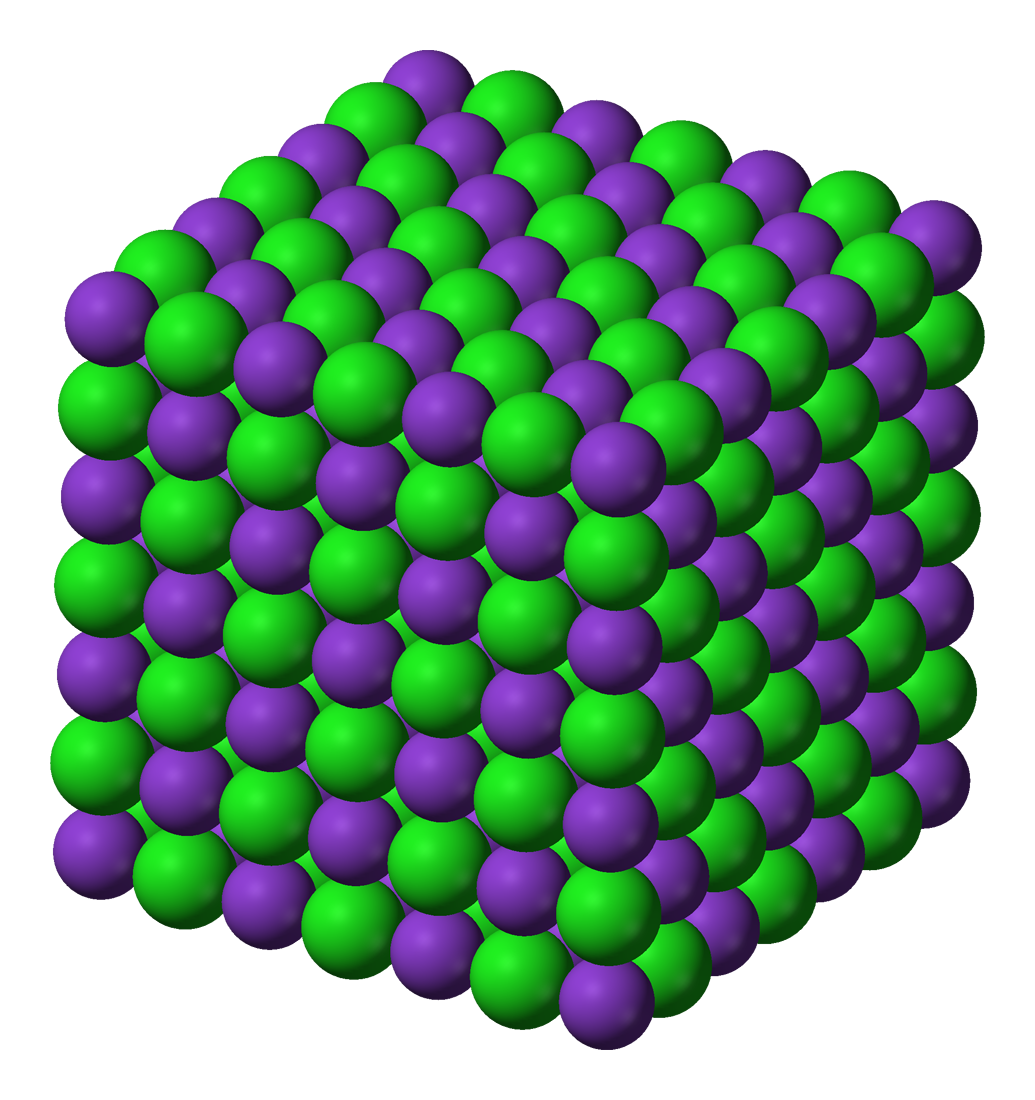
Model en 3 dimensions de l'estructura del Clorur potàssic

Estructura del TBBPA

Un halur o halogenur és qualsevol compost binari format per un halogen i un altre element que pot ser hidrogen, un metall o un altre halogen. En aquest tipus de compostos l'halogen està en forma aniònica, és a dir, carregat negativament, (amb càrrega -1 i una configuració electrònica {\displaystyle s^{2}p^{6}} de gas noble).
Els ions halurs presenten un comportament químic semblant, principalment el clorur, el bromur i el iodur. El fluorur és una mica més especial per la gran electronegativitat del fluor. Són molt habituals com a anions en estructures salines i com a lligands.
Exemples d'halurs són; 
- Clorur de sodi (NaCl)
- Iodur de potassi (KI)
- Clorur de liti (LiCl)
- Clorur de coure(II) (CuCl₂)
- Bromometà (CH₃Br)
- Cloroform (CHCl₃)
- Clorur d'argent (AgCl)
- Els clorofluorocarburs (CFC)